# Rödöns socken
Rödöns socken i Jämtland ingår sedan 1974 i Krokoms kommun och motsvarar från 2016 Rödöns distrikt.
Socknens areal är 229,75 kvadratkilometer, varav 148,54 land. År 2000 fanns här 3 675 invånare. Orterna Krokom, Dvärsätt, Hissmofors, Vejmon och Hägra samt kyrkbyn Rödögården med sockenkyrkan Rödöns kyrka ligger i socknen. 

## Administrativ historik
Rödöns socken har medeltida ursprung. 
Vid kommunreformen 1862 överfördes ansvaret för de kyrkliga frågorna till Rödöns församling och för de borgerliga frågorna till Rödöns landskommun. Landskommunen utökades 1952 och uppgick 1974 i Krokoms kommun.
1 januari 2016 inrättades distriktet Rödön, med samma omfattning som församlingen hade 1999/2000.
Socknen har tillhört fögderier, tingslag och domsagor enligt vad som beskrivs i artikeln Jämtland. De indelta soldaterna tillhörde Jämtlands fältjägarregemente och Jämtlands hästjägarkår.

## Geografi
Rödöns socken ligger på närmast norr om Storsjön, kring Indalsälvens utlopp, och söder om Näldsjön och omfattar östra delen av halvön Rödön och en del av fastlandet. Socknen består av odlingsbygd och skogsbygd.

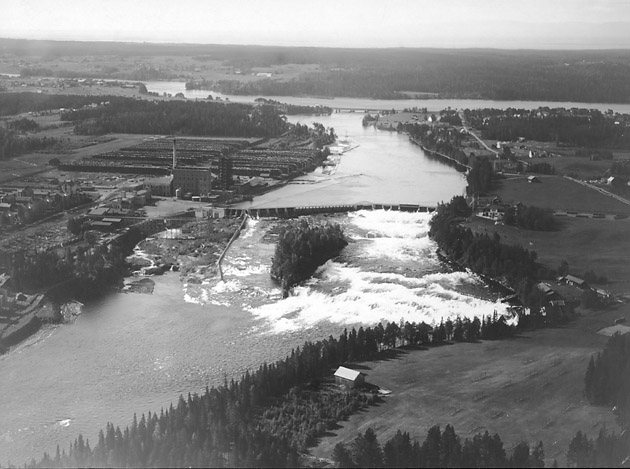
Hissmofors 1929.

Dominerande trafikled är väg E14. Andra vägar, vilka går norrut från Krokom är länsväg 339 mot Föllinge–Strömsund samt länsväg 340 mot Valsjöbyn. Järnvägen Mittbanan (Sundsvall–Storlien) har station i Krokom. I söder leder Rödöbron över till Frösön. I nordost ligger Hissmofors.

### Geografisk avgränsning
Helt avskiljt från socknens centralbygder ligger ett par enklaver med fäbodar längre norrut i Krokoms kommun. En stor enklav avskiljer Aspås socken i två delar. En annan enklav ligger på gränsen mellan Aspås och Offerdals socken.
Till Rödöns socken hör byarna Vike, Rödösundet, By, Undrom, Silje, Sota, Rödögården, Prästbordet, Trusta, Häste, Mjäla, Backen och Vejmon. Totalt finns inom dessa byar över 200 hushåll.
Rödöns socken har sin sydligaste punkt i Rödösundet av Storsjön. Den avgränsas i söder av Frösö socken. I sydost ligger Åssjön av Storsjön. Åssjön är Storsjöns avflödesområde varifrån Indalsälven leder sjöns vatten vidare mot kusten. Rödöns socken avgränsas i Åssjön mot Ås socken. Gränsen mot Ås når land i höjd med byn Sandnäset och går över land fram till Kattstrupeforsen i Indalsälven. Där ligger ett "tresockenmöte" Rödön–Ås–Aspås. Aspås socken ligger i nordost och i norr.
På landet sydost om Indalsälven och Krokom fram till gränsen mot Ås ligger bland annat orterna Dvärsätt och Hägra.
På halvön Rödön i söder ligger bland annat Rödöns kyrka samt byarna Undrom och Häste.
Hela södra delen av socknen har strand mot Storsjön. I väster löper en landtunga av socknen mellan Storsjön och Näskotts socken. I detta område ligger Mjäla samt Backen vid Backviken av Storsjön. Längre västerut längs Storsjön ligger Vejmon, Huvulsviken, Västvik samt Karlshem.
Gränsen mot Näskotts socken går från Storsjön över Valnäsholmen, Valnäsudden och över land via Mörttjärn, Långtegsmyren till Vikeränget där gränsen viker av rakt mot norr väster om Fålatjärnen. Den korsar E14 och faller ut i Näldsjön vid Nybo. I denna del av socknen ligger bland annat byn Väster-Kälen. 
I Näldsjön rundar sockengränsen Näldön. I vattnet mellan Näldön och Långnäset ligger "tresockenmötet" Rödön–Näskott–Aspås. Gränsen mot Aspås socken går i nordost från Näldsjön till Kattstrupeforsen.
Två exklaver, gamla fäbodområden, av Rödöns socken ligger helt avskilda från huvudterritoriet. Den ena ligger norr om Näversjön. Här ligger fäbodarna Kälabodarna samt Krokbodarna. Den andra exklaven ligger längre norrut mellan Åkerån och Gysån och har numera ingen bebyggelse.
Båda enklaverna har västgräns mot Offerdals socken.

## Fornlämningar
Inom Rödöns socken har man funnit omkring 100 fornlämningar. Det finns boplatser från stenåldern. De flesta lämningarna utgörs dock av gravhögar från järnåldern, varav många är stora och är lämningar efter den stormannakultur som fanns i området kring Storsjön för cirka 1000 år sedan. I flera högar har man gjort rika fynd. Ett av fynden är den s.k. Rödöurnan som hittades i en brandgrav från 400-talet. Urnan är av lera och tillverkad i Norge. Inom socknen finns rikligt med järnslagg. Kring bygden samt kring fäbodarna i de nordliga enklaverna finns ungefär 440 fångstgropar. Vid Rödösundet ligger Tibrandsholms borgruin från medeltiden.

## Namnet
Namnet (1300-talets början Rødene) kommer från kyrkbyn. Förleden innehåller ro(d)a, '(hässje)stång'. efterleden är vin, 'betesmark; äng'.

## Befolkningsutveckling
| Befolkningsutvecklingen i Rödöns socken 1750–1990                                                        | Befolkningsutvecklingen i Rödöns socken 1750–1990 | Befolkningsutvecklingen i Rödöns socken 1750–1990 | Befolkningsutvecklingen i Rödöns socken 1750–1990 | Befolkningsutvecklingen i Rödöns socken 1750–1990 |
| --- | ------------------------------------------------- | ------------------------------------------------- | ------------------------------------------------- | ------------------------------------------------- |
| |                                                   |                                                   |                                                   |                                                   |
| År |                                                   |                                                   | Folkmängd                                         |                                                   |
| 1750 | 1750                                              |                                                   | 609                                               |                                                   |
| 1769 | 1769                                              |                                                   | 703                                               |                                                   |
| 1790 | 1790                                              |                                                   | 789                                               |                                                   |
| 1800 | 1800                                              |                                                   | 893                                               |                                                   |
| 1810 | 1810                                              |                                                   | 810                                               |                                                   |
| 1820 | 1820                                              |                                                   | 873                                               |                                                   |
| 1830 | 1830                                              |                                                   | 981                                               |                                                   |
| 1840 | 1840                                              |                                                   | 1 094                                             |                                                   |
| 1850 | 1850                                              |                                                   | 1 120                                             |                                                   |
| 1860 | 1860                                              |                                                   | 1 205                                             |                                                   |
| 1870 | 1870                                              |                                                   | 1 298                                             |                                                   |
| 1880 | 1880                                              |                                                   | 1 413                                             |                                                   |
| 1890 | 1890                                              |                                                   | 1 642                                             |                                                   |
| 1900 | 1900                                              |                                                   | 2 137                                             |                                                   |
| 1910 | 1910                                              |                                                   | 2 970                                             |                                                   |
| 1920 | 1920                                              |                                                   | 3 095                                             |                                                   |
| 1930 | 1930                                              |                                                   | 3 149                                             |                                                   |
| 1940 | 1940                                              |                                                   | 3 296                                             |                                                   |
| 1950 | 1950                                              |                                                   | 3 135                                             |                                                   |
| 1960 | 1960                                              |                                                   | 2 734                                             |                                                   |
| 1970 | 1970                                              |                                                   | 2 556                                             |                                                   |
| 1980 | 1980                                              |                                                   | 3 178                                             |                                                   |
| 1990 | 1990                                              |                                                   | 3 498                                             |                                                   |
| Anm: Källor: Umeå universitet - Tabellverket 1749-1859, Demografiska databasen, CEDAR, Umeå universitet. |                                                   |                                                   |                                                   |                                                   |